# Johan Wijnand van Goor
Johan Wijnand van Goor, (Linnich, 1650 - Donauwörth, 2 juli 1704) was een Nederlands generaal die vocht in de Negenjarige Oorlog (1688-1697) en de Spaanse Successieoorlog en sneuvelde toen hij de eerste bestorming in de Slag bij Schellenberg aanvoerde.

## Negenjarige Oorlog
Bij uitbraak van de Negenjarige Oorlog was hij als luitenant-kolonel kwartiermeester van het leger van George Frederik van Waldeck-Eisenberg. Hij belegerde Kaiserswerth en leverde de Slag bij  Walcourt. In 1690 was hij in Britse dienst en beval hij de artillerie van Willem III van Oranje in de Slag aan de Boyne. In 1691 trok hij als kolonel van de artillerie met Marlborough naar Vlaanderen.

## Maastricht
Na de Negenjarige Oorlog keerde hij terug in Nederlandse dienst. In 1702 kreeg hij het bevel over het fort van Maastricht. Bij het begin van de Spaanse Successieoorlog viel hij van daar de Fransen aan die de Spaanse Nederlanden bezet hadden. Hij viel ook het kasteel van Horion aan bij een veldtocht naar Luik en trachtte tevergeefs het fort van Hoei te verrassen.
In 1701 werd hij generaal-majoor.

## Stollhofen
In 1703 bedreigden de Fransen het Heilig Roomse Rijk en de Staten-Generaal van de Nederlanden detacheerden Van Goor met 15 bataljons als versterking naar de keizerlijke bevelhebber, markgraaf  Lodewijk Willem van Baden-Baden. Van Goor verdedigde de linkerflank van de linie van Stollhofen bij Bühl. In april 1703 trachtten de Fransen onder maarschalk Claude Louis Hector de Villars tevergeefs om daar door te breken.

## Insubordinatie
Villars trok dan langs een andere weg naar de Donau en Baden beval Van Goor om de Rijn over te steken om Villars tegen te houden. Van Goor kwam in juli 1703 bij het leger van Baden en deed mee aan de manoeuvres die daarop volgden. Van Goor vond dat nutteloos en kreeg onenigheid met Baden, waarop Baden hem wegens insubordinatie deed arresteren. Door bemiddeling van de Staten-Generaal kwam hij weer vrij.

## Bevordering
Begin 1704 werd hij met de rang luitenant-generaal bevelhebber van de artillerie van het Staatse leger als opvolger van Menno van Coehoorn.

## Schellenberg
Van Goor zou dan terugkeren naar Nederland, maar raadpensionaris Anthonie Heinsius zond hem met drie bataljons mee met Marlborough op diens veldtocht naar de Donau. Nadien kwamen daar nog 12 bataljons van Baden bij.
In de Slag bij Schellenberg leidde Van Goor de eerste bestorming. Een musketkogel doorboorde zijn oog en hij viel dood van zijn paard. Na de slag werd hij begraven in de kerk van Nördlingen.